# Aleksej
Aleksej (Russisch: Алексей; uitspraak: [ɐlik'sʲej], Oudkerkslavisch: Алексий; Alexi en (vrouwelijk) Алексия; Alexia) is een Russische mannelijke voornaam. De naam komt net als Alexander van het Griekse woord αλέξω = "beschermen" en betekent als zodanig "beschermer" of "bewaker". 
Varianten zijn Αλέξιος (Grieks), Alexius (Latijn), Alex (Duits/Nederlands), Alexis (Engels/Frans), Alejo (Spaans), Alessio (Italiaans), Aleksi (Fins), Oleksi/Олексій (Oekraïens), Aljaksej/Аляксей (Wit-Russisch).
Bekende koosnamen voor Aleksej zijn Aljosja, Aljosjka, Aljosjenka, Ljosja, Ljosjka, Ljocha, Ljosjenka (Алёша, Алёшка, Алёшенька, Лёша, Лёшка, Лёха, Лёшенька). 
Naamdagen vallen op 25 februari, 30 maart, 7 mei, 2 juni, 22 augustus, 12 september, 11 oktober, 18 oktober en 6 december.

## Naamsdragers
Adel
- Aleksej I van Rusland (1629-1676), (Nederlands: Alexis), tsaar van Rusland (1645-1676)
- Aleksej Aleksandrovitsj van Rusland (1850-1908), grootvorst van Rusland en opperadmiraal van de Russische marine
- Aleksej Michajlovitsj van Rusland (1875-1895), Russische groothertog
- Aleksej Nikolajevitsj van Rusland (1904-1918), zoon en troonopvolger van tsaar Nicolaas II (geëxecuteerd)
- Aleksej Petrovitsj van Rusland (1690-1718), zoon en troonopvolger van Peter de Grote (geëxecuteerd)
- Aleksej Razoemovski (1709-1771), kozak en minnaar van keizerin Elisabeth van Rusland

Staatsmannen en militairen
- Aleksej Badajev (1883-1951), voorzitter van de Opperste Sovjet van de RSFSR
- Aleksej Broesilov (1853-1926), Russisch generaal (Eerste Wereldoorlog)
- Aleksej Evert (1857-1918), Russisch generaal (Eerste Wereldoorlog)
- Aleksej Jermolov (1777-1861), Russisch generaal en lid van de Raad van State
- Aleksej Koedrin (1960), Russisch minister van financiën
- Aleksej Koeropatkin (1848-1925), Russisch generaal en minister van oorlog
- Aleksej Orlov (1787-1862), Russisch legerleider, ambassadeur en hoofd van de geheime politie
- Aleksej Rykov (1881-1938), Sovjet-Russisch staatsman (voorzitter Raad van Volkscommissarissen, lid tseka en politbureau)

Sporters
- Aleksej Barsov (1966), Oezbeeks schaker
- Aleksej Berezoetski (1982), Russisch voetballer
- Aleksej Chatylev (1983), Wit-Russisch schaatser
- Aleksej Drejev (1969), Russisch schaker
- Aleksej Drozdov (1983), Russisch meerkamper
- Aleksej Jagoedin (1980), Russisch kunstrijder
- Aleksej Joenin (1985), Russisch schaatser
- Aleksej Korotilev (1977), Russisch schaker
- Aleksej Markov (1979), Russisch wielrenner
- Aleksej Nemov (1976), Russisch gymnast
- Aleksej Oelanov (1947), Russisch kunstschaatser
- Aleksej Peskov (1982), Oekraïens schaker
- Aleksej Prokoerorov (1964-2008), Russisch langlaufer
- Aleksej Prosjin (1974), Russisch schaatser
- Aleksej Rebko (1986), Russisch voetballer
- Aleksej Selivjorstov (1976), Russisch bobsleeër
- Aleksej Sivakov (1972), Russisch wielrenner
- Aleksej Sjirov (1972), Lets-Spaans schaker
- Aleksej Sjtsjebelin (1981), Russisch wielrenner
- Aleksej Smertin (1975), Russisch voetballer
- Aleksej Sokolov (1979), Russisch marathonloper
- Aleksej Sysojev (1985), Russisch tienkamper
- Aleksej Taranov (????), Russisch atleet
- Aleksej Tichonov (1971), Russisch kunstschaatser
- Aleksej Tsjizjov (1964), Russisch dammer
- Aleksej Vojevoda (1980), Russisch bobsleeër
- Aleksej Vojevodin (1970), Russisch snelwandelaar
- Aleksej Zjigin (1986), Kazachs schaatser

Overige bekende personen
- Aleksej Abrikosov (1928), Russisch natuurkundige en winnaar nobelprijs
- Aleksej Andrejevitsj (1934-1998), Russisch theoretisch natuurkundige
- Aleksej Ivanov (1969), Russisch schrijver
- Aleksej Jelisejev (1934), Sovjet-Russisch kosmonaut
- Aleksej Leonov (1934), Sovjet-Russisch kosmonaut
- Aleksej Miller (1962), CEO van Gazprom
- Aleksej Mordasjov (1965), Russisch miljardair (Severstal)
- Aleksej Pazjitnov (1956), Russisch-Amerikaans computerprogrammeur (Tetris)
- Aleksej Ridiger, eigenlijke naam van patriarch Alexius II van Moskou (1929-2008)
- Alexei Sayle (1952), Brits komiek en acteur
- Aleksej Savrasov (1830-1897), Russisch kunstschilder
- Aleksej Sjtsjoesev (1873-1949), Roemeens-Russisch architect
- Aleksej Stachanov (1906-1977), Sovjet-Russisch mijnwerker (naamgever stachanovist)
- Aleksej Toepolev (1925-2001), Russisch vliegtuigbouwer (zoon van Andrej)
- Aleksej Tolstoj (1882/1883-1945), Sovjet-Russisch schrijver
- Aleksej Tsjirikov (1703-1748), Russisch zeevaarder

Fictief
- Aljosja Popovitsj, een van de legendarische drie bogatyrs, samen met Dobrynya Nikititsj en Ilja Moeromets